# Murawjowo (Kaliningrad, Krasnosnamensk)
Murawjowo (russisch Муравьёво) ist ein verlassener Ort im Rajon Krasnosnamensk der russischen Oblast Kaliningrad.
Mit diesem Namen wurden nach 1945 die drei ehemaligen ostpreußischen Orte Kiggen (1938 bis 1945: Steinershöfen), Eggleningken (1938 bis 1945: Kiefernberg) und Draugupönen (1938 bis 1945: Deihornswalde) (litauisch Kigiai, Eglininkai und Draugupėnai) des Kreises Pillkallen (Schloßberg) bezeichnet.
Die Ortsstelle des ehemaligen Kiggen/Steinershöfen befindet sich an einem Hügel zwei Kilometer nordwestlich von Wesnowo (Kussen), zwei Kilometer weiter westlich am Bach Wesnjanka (dt. Kussuppe, 1938 bis 1945: Rabenfließ) die Ortsstelle des ehemaligen Eggleningken/Kiefernberg und noch drei Kilometer weiter nordwestlich am kleinen Fluss Okunewka (dt. Drauguppe, 1938 bis 1945: Schluchtbach) die Ortsstelle des ehemaligen Draugupönen/Deihornswalde. Dorthin führt eine Asphaltstraße vom sechs Kilometer östlich gelegenen Fewralskoje (Spullen).
Der Ortsname Murawjowo wurde in der Oblast Kaliningrad auch für das ehemalige Praßlauken/Praßfeld aus dem Kreis Gumbinnen verwendet.

## Geschichte

### Kiggen (Steinershöfen)

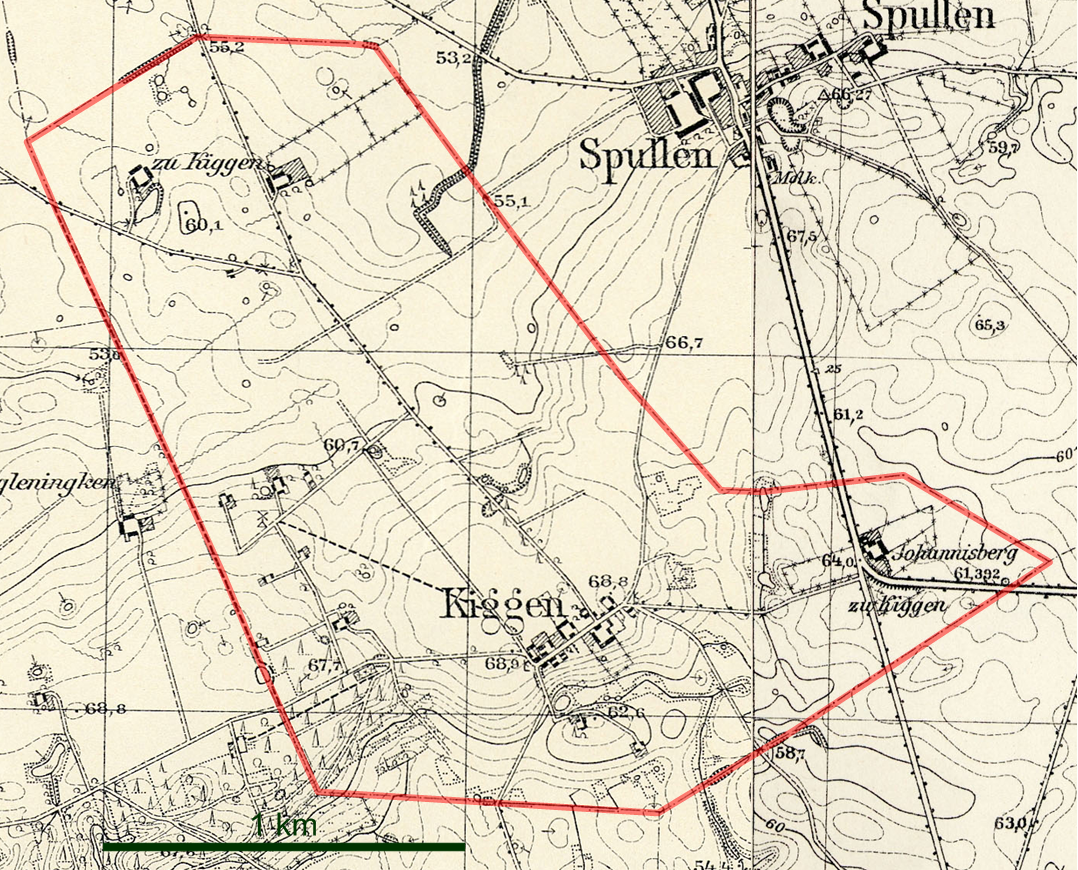
Die Gemeinde Kiggen auf zwei Messtischblättern von 1933 und 1936

Der Ort wurde 1554 zuerst erwähnt und zunächst mit Kigey, Kygey und Keigy bezeichnet. Um 1780 war Kiggen ein königliches Bauerndorf. 1874 wurde die Landgemeinde Kiggen in den neu gebildeten Amtsbezirk Spullen im Kreis Pillkallen eingegliedert. Zu Kiggen gehörte auch der an der Hauptstraße gelegene Gasthof Johannisberg. 1938 wurde Kiggen in Steinershöfen umbenannt. 1945 kam der Ort in Folge des Zweiten Weltkrieges mit dem nördlichen Ostpreußen zur Sowjetunion.

#### Einwohnerentwicklung
| Jahr | Einwohner | Bemerkungen                     |
| ---- | --------- | ------------------------------- |
| 1867 | 213       |                                 |
| 1871 | 181       |                                 |
| 1885 | 162       |                                 |
| 1905 | 155       | davon im Gasthof Johannisberg ? |
| 1910 | 159       |                                 |
| 1933 | 144       |                                 |
| 1939 | 110       |                                 |

### Eggleningken (Kiefernberg)

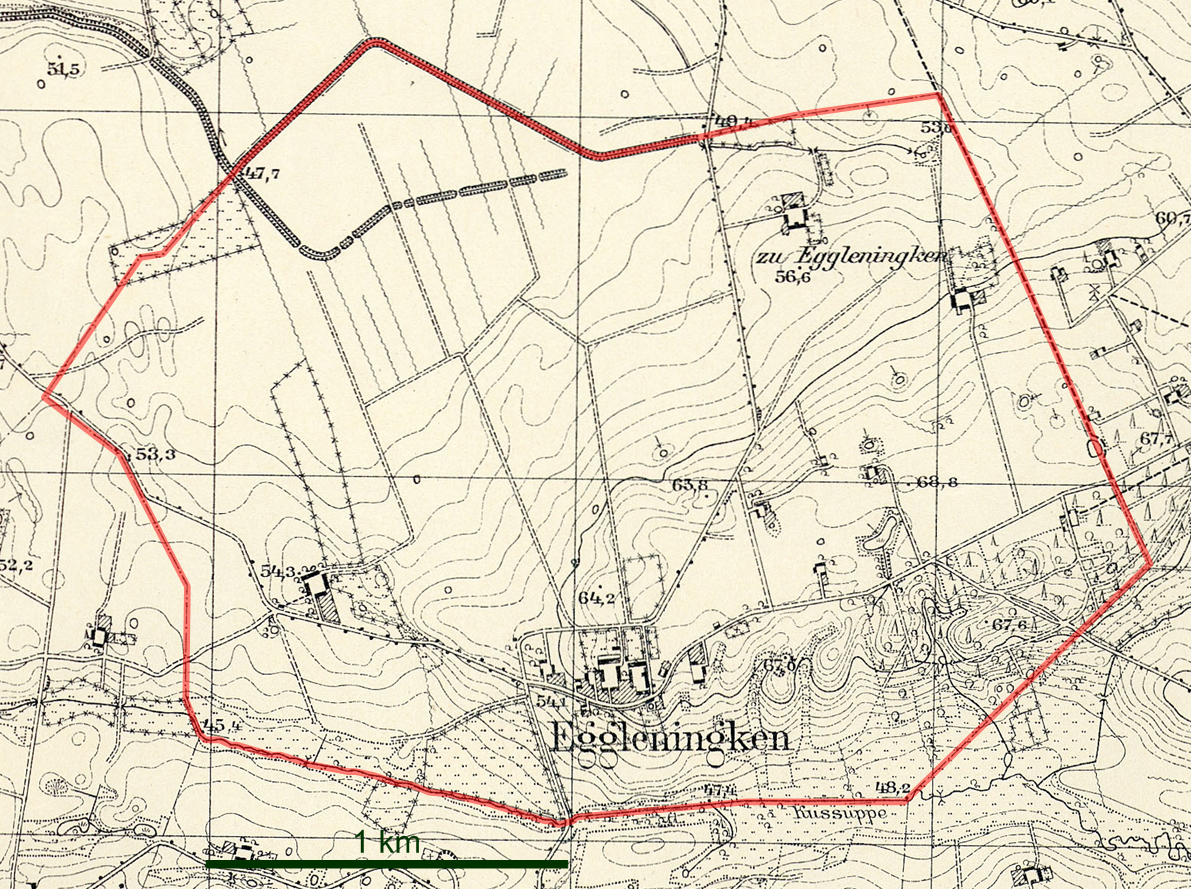
Die Gemeinde Eggleningken auf einem Messtischblatt von 1936

Der Ort wurde 1539 zuerst erwähnt und zunächst mit Eglenick, Eglinicken, Egelnicken und Eglennicken bezeichnet. Um 1780 war Egleningken ein meliertes Dorf. 1874 kam auch die Landgemeinde Egleningken zum Amtsbezirk Spullen. Seit etwa 1900 wurde der Ort als Eggleningken geschrieben. 1938 erfolgte die Umbenennung im Kiefernberg einhergehend mit einem Wechsel der Baumart von der Fichte (litauisch: eglė). Auch dieser Ort kam 1945 zur Sowjetunion.

#### Einwohnerentwicklung
| Jahr | Einwohner |
| ---- | --------- |
| 1867 | 152       |
| 1871 | 151       |
| 1885 | 188       |
| 1905 | 150       |
| 1910 | 159       |
| 1933 | 165       |
| 1939 | 140       |

### Draugupönen (Deihornswalde)

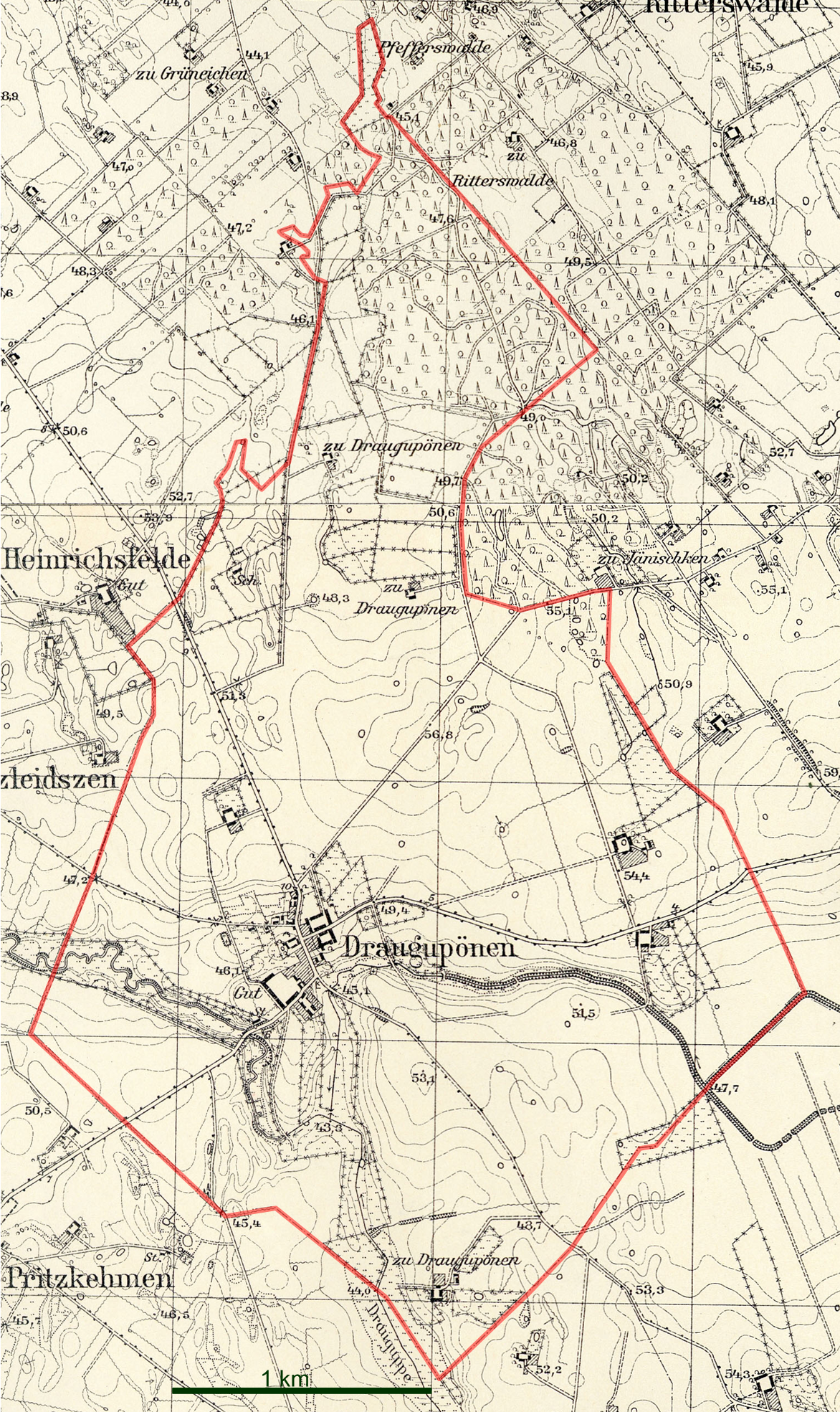
Die Gemeinde Draugupönen auf zwei Messtischblättern von 1935 und 1936

Der Ort wurde 1554 zuerst erwähnt und zunächst mit Drapupe, Dragupe, Draupe, Traguppe, Drauppen und Draupchen bezeichnet. Um 1780 war Draugupöhnen ein meliertes Dorf. 1874 kam auch die Landgemeinde Draugupönen zum Amtsbezirk Spullen. 1938 wurde Draugupönen in Deihornswalde umbenannt. Auch dieser Ort kam 1945 zur Sowjetunion.

#### Einwohnerentwicklung
| Jahr | Einwohner |
| ---- | --------- |
| 1867 | 231       |
| 1871 | 247       |
| 1885 | 273       |
| 1905 | 288       |
| 1910 | 295       |
| 1933 | 224       |
| 1939 | 204       |

#### Söhne und Töchter des Ortes
- Otto Rosenberg, (1927–2001), Mitbegründer und langjähriger Vorsitzender des Landesverbandes Deutscher Sinti und Roma Berlin-Brandenburg.

### Murawjowo
Im Jahr 1950 wurden die Orte Kiggen/Steinershöfen und Eggleningken/Kiefernberg sowie eine Örtlichkeit bei Draugupönen/Deihornswalde – womit vermutlich der Einzelhof im Südosten dieser Gemeinde gemeint war – unter dem russischen Namen Murawjowo zusammengefasst und dem Dorfsowjet Wesnowski selski Sowet im Rajon Krasnosnamensk zugeordnet. Auf Karten von Anfang der 1970er Jahre wurden davon abweichend allerdings sowohl das ehemalige Kiggen/Steinershöfen als auch das ehemalige Draugupönen/Deihornswalde als eigenständige Orte namens Murawjowo dargestellt, während danach das ehemalige Eggleningken/Kiefernberg mit zu Nowinki (Kögsten/Michelfelde) gehörte. Murawjowo wurde vor 1988 aus dem Ortsregister gestrichen. Überbleibsel von Draugupönen/Deihornswalde gehörten laut Karte aus den 1980er Jahren zuletzt mit zu Saosjornoje (Jänischken/Hansruh).

## Kirche
Kiggen/Steinershöfen, Eggleningken/Kiefernberg und Draugupönen/Deihornswalde gehörten zum evangelischen Kirchspiel Kussen.